# مجلس المجتمعات والجماعات الدينية الموحدة
مجلس المجتمعات والجماعات الدينية الموحدة المعروف أيضًا باسم أوسروغ، كان لجنة من ممثلي الحركات الدينية الأقلية المختلفة داخل جمهورية روسيا السوفيتية الاتحادية الاشتراكية أُنشئت في عام 1918 على يد فلاديمير تشيرتكوف.
في يناير 1919، حصل المجلس على دور رسمي عندما أصدر مجلس مفوضي الشعب مرسومًا يكلفه بمهمة تقييم دعاوى الاعتراض الضميري على نظام التجنيد الإجباري الذي فرضته الحكومة الثورية.
ومع ذلك، واجه المرسوم معارضة داخل التسلسل الهرمي السوفيتي (تأخر نشره لما يقرب من خمسة أشهر)، ومنذ أواخر عام 1920 فُرضت قيود متزايدة على أنشطة المجلس، بما في ذلك حقه في تقييم دعاوى الاعتراض الضميري. نتيجة لذلك، قرر اتحاد المسيحيين الإنجيليين المعمدانيين في روسيا، أحد المشاركين الرئيسيين في أوسروغ، في ديسمبر 1921 أن الاستمرار في المشاركة لم يعد في مصلحته.
ليس من المؤكد متى توقف أوسروغ عن العمل تمامًا: تشير التقديرات إلى تواريخ تتراوح بين 1922 و1928، مع احتمال أن يكون عام 1923 هو الأكثر ترجيحًا.